# Ignacije Szentmartony
Ignacije Szentmartony (28 octobre 1718 - 15 avril 1793) était un géographe, explorateur et missionnaire jésuite croate.